# Crocus goulimyi
Crocus goulimyi là một loài thực vật có hoa trong họ Diên vĩ. Loài này được Turrill miêu tả khoa học đầu tiên năm 1955.